# Jussi Jalas
Pour les articles homonymes, voir Blomstedt.

Armas Jussi Veikko Jalas (jusqu'en 1944 Jussi Blomstedt) (né le 23 juin 1908 à Jyväskylä - mort le 11 octobre 1985 à Helsinki)  est un chef d'orchestre finlandais.

## Biographie
Jussi Jalas est le fils de l'architecte Yrjö Blomstedt. 
Sa femme Margareta est la fille de Jean Sibelius.
De 1923 à 1930, Jussi Jalas étudie à l'Académie Sibelius, puis en 1933 et 1934 à Paris sous la direction de Wladimir Pohl, Pierre Monteux et de Rhené-Baton.  
Il étudie ensuite en Allemagne, en Autriche et en Italie.
Jussi Jalas dirige l'orchestre du Théâtre national de Finlande. Jalas  enseigne la direction d'orchestre à l'Académie Sibelius de  1945 à 1965 et est directeur musical de l'Opéra national de Finlande.
Il a aussi enregistré des disques comme pianiste. 
Il a reçu la médaille Pro Finlandia.